# A Budapest Honvéd FC 2017–2018-as szezonja
A  Budapest Honvéd FC 2017–2018-as szezonja szócikk a Budapest Honvéd FC első számú férfi labdarúgócsapatának egy idényéről szól, mely sorozatban a 14., összességében pedig a 107. idénye a csapatnak a magyar első osztályban. A klub fennállásának ekkor volt a 108. évfordulója.

## Játékoskeret
2016. szeptember 10-i állapot szerint. A vastagon szedett játékosok rendelkeznek felnőtt válogatott mérkőzéssel.
| No. |                                 | Poszt | Játékos             |
| --- | ------------------------------- | ----- | ------------------- |
| 1   | UKR                             | K     | Olekszandr Nad      |
| 2   | HUN                             | V     | Bobál Dávid         |
| 6   | HUN                             | KP    | Gazdag Dániel       |
| 7   | ITA                             | CS    | Davide Lanzafame    |
| 8   | NGR                             | V     | George Ikenne-King  |
| 9   | HUN                             | CS    | Eppel Márton        |
| 11  | Kongói Demokratikus Köztársaság | CS    | Dark Kadima Kabangu |
| 17  | HUN                             | CS    | Prosser Dániel      |
| 18  | HUN                             | K     | Horváth András      |
| 19  | HUN                             | KP    | Koszta Márk         |
| 20  | HUN                             | KP    | Kovács Dániel       |
| 21  | HUN                             | V     | Botka Endre         |
| 22  | HUN                             | KP    | Göblyös Dániel      |
| 23  | HUN                             | KP    | Zsótér Donát        |

| No. |     | Poszt | Játékos          |
| --- | --- | ----- | ---------------- |
| 24  | BIH | KP    | Đorđe Kamber     |
| 25  | CRO | V     | Ivan Lovrić      |
| 26  | HUN | KP    | Hidi Patrik      |
| 27  | HUN | V     | Márton András    |
| 30  | ROU | V     | Raul Palmes      |
| 36  | HUN | V     | Baráth Botond    |
| 38  | HUN | V     | Hajdú Ádám       |
| 44  | HUN | K     | Vajda Dániel     |
| 55  | HUN | KP    | Lukács Dániel    |
| 57  | HUN | KP    | Filip Holender   |
| 66  | SER | KP    | Dušan Vasiljević |
| 77  | HUN | KP    | Nagy Gergő       |
| 92  | HUN | CS    | Balázs Zsolt     |
| 99  | HUN | K     | Gróf Dávid       |